# Rini Bartels
Rini Bartels (12 oktober 1939) is een Nederlands oud-voetballer. De middenvelder stond onder meer van 1962 tot en met 1965 onder contract bij PSV, maar dwong er nooit een basisplaats af.

## Statistiek
| Seizoen  | Club | Competitie | Wedstrijden | Doelpunten |
| -------- | ---- | ---------- | ----------- | ---------- |
| 1962-'63 | PSV  | Eredivisie | 4           | 0          |
| 1963-'64 | PSV  | Eredivisie | 1           | 0          |
| 1964-'65 | PSV  | Eredivisie | 4           | 0          |